# كارلتون إليس
كارلتون إليس (بالإنجليزية: Carleton Ellis)‏ هو كيميائي ومخترِع أمريكي، ولد في 20 سبتمبر 1876، وتوفي في 13 يناير 1941 في ميامي بيتش في الولايات المتحدة بسبب إنفلونزا.